# Майер, Альфред (дзюдоист)
Альфред Майер (нем. Alfred Meier) — западно-германский дзюдоист, чемпион (1967, 1971, 1974) и серебряный призёр (1977) чемпионатов ФРГ, победитель и призёр международных турниров, победитель командного чемпионата Европы 1969 года, чемпион (1965), серебряный (1966) и бронзовый (1968, 1971) призёр чемпионатов Европы. Выступал в тяжёлой (свыше 93 кг) и абсолютной весовых категориях.